# Halstenbek
Halstenbek é um município da Alemanha localizado no distrito de Pinneberg, estado de Eslésvico-Holsácia.